# محمدهادی یعقوبی
محمدهادی یعقوبی (انگلیسی: Mohammad Hadi Yaghoubi؛ زاده ۲۹ مارس ۱۹۹۱) یک بازیکن فوتبال اهل شهر خمام استان گیلان است.